# 潘滕堡
潘滕堡是德国莱茵兰-普法尔茨州贝恩卡斯特尔-维特利希县的一个市镇。总面积4.98平方公里，总人口236人，其中男性113人，女性123人（2011年12月31日），人口密度47人/平方公里。

## 地理
潘滕堡位于埃菲尔山内。在它的西部是曼德沙伊德，东部是瓦尔沙伊德，北部是埃克费尔德。
潘滕堡分两个区。

## 历史
从1794年开始潘滕堡受法国统治。1815年在维也纳会议上它被分给普鲁士王国。从1946年开始它成为当时成立的莱茵兰-普法尔茨州的一部分。

## 政治
潘滕堡的议会有六名议员。他们是通过莱茵兰-普法尔茨州的地方选举（最近的一次在2014年5月25日）选出的。志願的镇长为其主席。

## 经济和基础设施
从维特利希通往道恩的铁路通过潘滕堡，但是这条铁路已经不被使用。一条远程自行车路经过潘滕堡。德国1号高速公路通过潘滕堡的东部。